# Valea Stanciului
Valea Stanciului là một xã thuộc hạt Dolj, România. Dân số thời điểm năm 2002 là 6338 người.